# Franz Tengnagel
Frans Gansneb genaamd Tengnagel van de Camp (1576 em Neede - 1 de dezembro de 1622 em Viena) foi um nobre holandês.

## Vida
Ele pertencia à família nobre Gansneb de Gelderland, mais tarde chamada ("genaamd") Tengnagel. Esta família teve como residência de 1553 a 1742 uma propriedade chamada "De Camp" perto de Neede , explicando a terceira parte do nome de Tengnagel. Ele passou parte de sua juventude com seu avô materno em Bocholt, de modo que às vezes era chamado de vestfaliano.
Ele se matriculou na Universidade de Franeker em 1593 e juntou-se ao astrônomo Tycho Brahe em Uraniborg em fevereiro de 1595. Em 1601 ele se casou com a filha de Brahe, Lisbeth. Tengnagel escreveu uma breve nota introdutória ao tratado astronômico de Johannes Kepler, Astronomia Nova. De 1604 a 1606 foi membro correspondente da Accademia dei Lincei.